# Carlos Añaños
Carlos Añaños Jerí (San Miguel, Ayacucho, 3 de junio de 1966) es un empresario peruano. Fue fundador, gerente general de Ajeper y vicepresidente financiero de Ajegroup hasta el año 2017.

## Biografía
Hijo de Eduardo Añaños y Mirta Jerí, quienes tenían una hacienda (Patibamba), en donde creció junto con sus cuatro hermanos y una hermana. Durante su infancia, estudió en el Colegio Único de Varones de San Miguel, luego pasó al Mariscal Cáceres de Huamanga. Estudió en Lima en el Guadalupe.
Estudió Ingeniería Industrial en la Universidad Ricardo Palma. Debido al terrorismo de la zona, y la retirada de las grandes marcas nacionales, desde 1988, su familia empezó a producir y vender gaseosas en la ciudad de Ayacucho, bajo la marca Kola Real a partir de una bebida con sabor a naranja.
Luego de diez años de expansión en provincias, en 1997, Kola Real se lanza en Lima, la capital del Perú. Tras su éxito en todo el Perú, en 1999, los Añaños iniciaron la internacionalización de la empresa, bajo una nueva marca: Big Cola. Su primer mercado en América Latina fue Venezuela, luego Ecuador y posteriormente México.
Desde 2017, lidera el Patronato Pikimachay, donde se impulsa a varios emprendedores peruanos.

## Carrera política
Añaños se inscribió en el partido Avanza País, liderado en ese momento por el economista Hernando de Soto, en 2020, el cual le propuso ser su candidato a vicepresidente. Pero al final se sumó a su equipo de plan de gobierno en las elecciones generales de Perú de 2021. En 2023, Añaños renunció a dicho partido; aunque ya para abril de dicho año no tenía militancia activa en dicho partido.
En junio de 2024, se unió al partido Perú Moderno, partido liderado por el empresario de las frazadas Tigre Wilson Aragón, generando especulaciones sobre una posible candidatura presidencial para las elecciones de 2026. Añaños, siguiendo los consejos de su asesor brasileño Eduardo Fischer, mantuvo un perfil bajo tras su salida, sin anunciar nuevos proyectos políticos. Sin embargo, en septiembre del mismo año, anunció su renuncia mediante una carta pública, indicando diferencias “incompatibles en la gestión del partido.
Según informes periodísticos, los conflictos surgieron por desacuerdos en la selección de candidaturas, ya que Añaños había designado a la exprocuradora Julia Príncipe como responsable del proceso, mientras que Aragón buscaba imponer a sus propios colaboradores. Además, se reportó que Añaños no habría cumplido con el compromiso financiero esperado para sostener las actividades del partido.
En la Cumbre PYME APEC 2024 subrayó que las pequeñas y medianas empresas son el verdadero motor del país. También destacó que Tiyapuy ya exporta a cinco países y ha recibido pedidos de seis mercados adicionales, generando oportunidades directas para agricultores de zonas altoandinas.